# استان دوبریکا
استان دوبریکا (به لاتین: Dubréka Prefecture) یک منطقهٔ مسکونی در گینه است که در ناحیه کیندیا واقع شده‌است. استان دوبریکا ۴٬۳۵۰ کیلومتر مربع مساحت و ۳۳۰٬۵۴۸ نفر جمعیت دارد.